# Список банков Гонконга
Гонконг является общепризнанным финансовым центром Восточной Азии и имеет одну из самых высоких в мире концентрацию банковских учреждений как на душу населения, так и на площадь города. Более 70-и из ста крупнейших банков мира ведут свои операции в Гонконге, в том числе все из первой двадцатки. В конце 2011 года Гонконг был признан лучшим финансовым рынком мира.
В Гонконге существует трехуровневая система депозитных учреждений — банки с полной лицензией (или лицензированные банки), банки с ограниченной лицензией и депозитные компании. Все вместе они подчиняются правилам, установленным Управлением денежного обращения Гонконга.
По состоянию на конец 2017 года в Гонконге насчитывалось 155 лицензированных банка, 19 банков с ограниченной лицензией и 17 компаний по приему депозитов (в общей сложности 191 учреждение, которые имели почти 1,3 тыс. местных филиалов и отделений). 169 из этих 191 учреждений принадлежали материнским компаниям из 30 стран. Кроме того, в Гонконге существовало еще 49 местных представительств зарубежных банков.
Суммарный размер депозитов гонконгских банков на конец 2017 года составлял HK$22,7 трлн ($2,9 трлн), из них больше трети — в гонконгских долларах (HK$8,38 трлн). По размеру активов наибольший вес в Гонконге имеют банки из материкового Китая (HK$8,212 трлн), Японии (HK$1,554 трлн), США (HK$1,109 трлн), Европы (HK$3,035 трлн).
По состоянию на 2016 год крупнейшими банками Гонконга являлись The Hongkong and Shanghai Banking Corporation (27 тыс. сотрудников), Bank of China (Hong Kong) (10 тыс. сотрудников), Bank of East Asia (10 тыс. сотрудников), Hang Seng Bank (10 тыс. сотрудников), Standard Chartered Bank (Hong Kong) (6 тыс. сотрудников), Industrial and Commercial Bank of China (Asia) (2 тыс. сотрудников), DBS Bank (Hong Kong) (4 тыс. сотрудников), OCBC Wing Hang Bank (2 тыс. сотрудников), Nanyang Commercial Bank и CITIC Bank International (1,5 тыс. сотрудников). Из банков первой десятки три принадлежало британскому капиталу, четыре — капиталу из материкового Китая, два — сингапурскому капиталу и один банк — местному гонконгскому капиталу. Также в число крупнейших входили Citibank (Hong Kong) (5 тыс. сотрудников), China Construction Bank (Asia) (2 тыс. сотрудников), Dah Sing Bank (2 тыс. сотрудников), Wing Lung Bank, Shanghai Commercial Bank, Fubon Bank (Hong Kong), Public Bank (Hong Kong) и Chiyu Banking Corporation.

## Лицензированные банки
Лицензированные банки могут открывать текущие и сберегательные счета, принимать от населения вклады любого размера и на любой срок, проводить операции с чеками.

### Лицензированные банки, основанные в Гонконге
- Bank of China (Hong Kong), ltd.
- Bank of Communications (Hong Kong), ltd.
- The Bank of East Asia, ltd.
- China CITIC Bank International, ltd.
- China Construction Bank (Asia) Corporation, ltd.
- Chiyu Banking Corporation, ltd.
- Chong Hing Bank, ltd.
- Citibank (Hong Kong), ltd.
- Dah Sing Bank, ltd.
- DBS Bank (Hong Kong), ltd.
- Fubon Bank (Hong Kong), ltd.
- Hang Seng Bank, ltd.
- The Hongkong & Shanghai Banking Corporation, ltd.
- Industrial and Commercial Bank of China (Asia), ltd.
- Nanyang Commercial Bank, ltd.
- OCBC Wing Hang Bank, ltd.
- Public Bank (Hong Kong), ltd.
- Shanghai Commercial Bank, ltd.
- Standard Chartered Bank (Hong Kong), ltd.
- Tai Sang BankTai Sang Bank, ltd.
- Tai Yau Bank, ltd.
- Wing Lung Bank, ltd.[3]

### Остальные лицензированные банки
- ABN AMRO Bank N.V. (Нидерланды)
- Agricultural Bank of China, ltd. (Китай)
- Allahabad Bank (Индия)
- Australia and New Zealand Banking Group, ltd. (Австралия)
- Axis Bank, ltd. (Индия)
- Banca Monte dei Paschi di Siena S.p.a. (Италия)
- Banco Bilbao Vizcaya Argentaria S.A. (Испания)
- Banco Santander S.A. (Испания)
- Bangkok Bank Public Company limited (Таиланд)
- Bank J. Safra Sarasin AG (Швейцария)
- Bank Julius Baer & Co. (Швейцария)
- Bank of America, National Association (США)
- Bank of Baroda (Индия)
- Bank of China limited (Китай)
- Bank of Communications Co., ltd. (Китай)
- Bank of India (Индия)
- Bank of Montreal (Канада)
- The Bank of New York Mellon (США)
- The Bank of Nova Scotia (Канада)
- Bank of Singapore limited (Сингапур)
- Bank of Taiwan (Тайвань)
- The Bank of Tokyo-Mitsubishi UFJ, Ltd. (Япония)
- Bank Sinopac (Тайвань)
- Barclays Bank plC (Великобритания)
- BDO Unibank, Inc. (Филиппины)
- BNP Paribas (Франция)
- BNP Paribas Securities Services (Франция)
- BNP Paribas Wealth Management (Франция)
- CA Indosuez (Switzerland) S.A. (Франция — Швейцария)
- Canadian Imperial Bank of Commerce (Канада)
- Canara Bank (Индия)
- Cathay Bank (США)
- Cathay United Bank Company limited (Тайвань)
- Chang Hwa Commercial Bank ltd. (Тайвань)
- The Chiba Bank, ltd. (Япония)
- China Construction Bank Corporation (Китай)
- China Development Bank (Китай)
- China Everbright Bank Co., ltd (Китай)
- China Merchants Bank Co., ltd. (Китай)
- China Minsheng Banking Corp., ltd. (Китай)
- China Zheshang Bank Co., Ltd. (Китай)
- The Chugoku Bank, ltd. (Япония)
- CIMB Bank Berhad (Малайзия)
- Citibank, N.A. (США)
- Commerzbank AG (Германия)
- Commonwealth Bank of Australia (Австралия)
- Coöperatieve Rabobank U.A. (Нидерланды)
- Coutts & Co A.G. (Германия)
- Crédit Agricole Corporate and Investment Bank (Франция)
- Crédit Industriel et Commercial  (Франция)
- Credit Suisse A.G. (Швейцария)
- CTBC Bank Co., ltd. (Тайвань)
- DBS Bank, ltd. (Сингапур)
- Deutsche Bank Aktiengesellschaft (Германия)
- DZ Bank AG Deutsche Zentral-Genossenschaftsbank (Германия)
- E.Sun Commercial Bank, ltd. (Тайвань)
- East West Bank (США)
- Edmond de Rothschild (Suisse) S.A. (Швейцария)
- EFG Bank A.G. (Швейцария)
- Erste Group Bank A.G. (Австрия)
- Falcon Private Bank A.G. (Швейцария)
- Far Eastern International Bank (Тайвань)
- First Abu Dhabi Bank PJSC (ОАЭ)
- First Commercial Bank, ltd. (США)
- The Hachijuni Bank, ltd. (Япония)
- HDFC Bank, ltd. (Индия)
- Hong Leong Bank Berhad (Малайзия)
- HSBC Bank International, ltd. (Великобритания)
- HSBC Bank plc (Великобритания)
- HSBC Bank USA, National Association (США)
- HSBC Private Bank (Suisse) S.A. (Швейцария)
- Hua Nan Commercial Bank, ltd. (Тайвань)
- ICBC Standard Bank plc (Китай)
- ICICI Bank, ltd. (Индия)
- Indian Overseas Bank (Индия)
- Industrial and Commercial Bank of China, ltd. (Китай)
- Industrial Bank Co., ltd. (Китай)
- Industrial Bank of Korea (Республика Корея)
- ING Bank N.V. (Нидерланды)
- Intesa Sanpaolo S.p.a. (Италия)
- The Iyo Bank, ltd. (Япония)
- JPMorgan Chase Bank, National Association (США)
- KBC Bank N.V. (Бельгия)
- KEB Hana Bank (Республика Корея)
- Kookmin Bank (Республика Корея)
- Land Bank of Taiwan Co., ltd. (Тайвань)
- LGT Bank AG (Лихтенштейн)
- Macquarie Bank, ltd. (Австралия)
- Malayan Banking Berhad (Малайзия)
- Mashreq Bank psc (ОАЭ)
- Mega international Commercial Bank Co., ltd. (Тайвань)
- Melli Bank plc (Иран)
- Mitsubishi UFJ Trust and Banking Corporation (Япония)
- Mizuho Bank, ltd. (Япония)
- National Australia Bank, ltd. (Австралия)
- National Bank of Pakistan (Пакистан)
- Natixis (Франция)
- O-Bank Co., Ltd. (Тайвань)
- Oversea-Chinese Banking Corporation (Сингапур)
- Philippine National Bank (Филиппины)
- Pictet & Cie (Europe) S.a. (Швейцария)
- PT. Bank Negara Indonesia (Persero) tbk. (Индонезия)
- Punjab National Bank (Индия)
- Royal Bank of Canada (Канада)
- The Royal Bank of Scotland N.V. (Великобритания)
- The Royal Bank of Scotland plc (Великобритания)
- The Shanghai Commercial & Savings Bank, ltd. (Китай)
- Shanghai Pudong Development Bank Co., ltd. (Китай)
- The Shiga Bank, ltd. (Япония)
- Shinhan Bank (Республика Корея)
- The Shizuoka Bank, ltd. (Япония)
- Skandinaviska Enskilda Banken AB (Швеция)
- Société Générale (Франция)
- Standard Chartered Bank (Великобритания)
- State Bank of India (Индия)
- State Street Bank and Trust Company (США)
- Sumitomo Mitsui Banking Corporation (Япония)
- Sumitomo Mitsui Trust Bank, ltd. (Япония)
- Svenska Handelsbanken AB (publ) (Швеция)
- Ta Chong Bank, ltd. (Тайвань)
- Taipei Fubon Commercial Bank 
  Co., ltd. (Тайвань)
- Taishin International Bank 
  Co., ltd. (Тайвань)
- Taiwan Business Bank (Тайвань)
- Taiwan Cooperative Bank, ltd. (Тайвань)
- Taiwan Shin Kong Commercial Bank Co., ltd. (Тайвань)
- Toronto-Dominion Bank (Канада)
- UBS AG (Швейцария)
- UCO Bank (Индия)
- UniCredit Bank AG (Италия)
- Union Bancaire Privée SA (Швейцария)
- Union Bank of India (Индия)
- United Overseas Bank, ltd. (Сингапур)
- Wells Fargo Bank, National Association (США)
- Westpac Banking Corporation (Австралия)
- Woori Bank (Корея)[3]

## Банки с ограниченной лицензией
Банки с ограниченной лицензией участвуют главным образом в финансировании торговых операций и активны на рынке капитала; кроме того, они могут принимать депозиты на любой срок на сумму от 500 тыс. гонконгских долларов и выше.

### Банки с ограниченной лицензией, основанные в Гонконге
- Allied Banking Corporation (Hong Kong), ltd. (Филиппины)
- Banc of America Securities Asia, ltd. (США)
- Bank of China International, ltd. (Китай)
- Bank of Shanghai (Hong Kong), ltd. (Китай)
- Citicorp International, ltd. (США)
- Goldman Sachs Asia Pacific Company, ltd. (США)
- Habib Bank Zurich (Hong Kong), ltd. (Швейцария)
- J.P. Morgan Securities (Asia Pacific), ltd. (США)
- KDB Asia, ltd. (Республика Корея)
- Morgan Stanley Asia International, ltd.  (США)
- Nippon Wealth, ltd. (Япония)
- Orix Asia, ltd. (Япония)
- Scotiabank (Hong Kong), ltd. (Канада)
- Société Générale Asia, ltd. (Франция)[3]

### Остальные банки с ограниченной лицензией
- Euroclear Bank (Бельгия)
- PT. Bank Mandiri (Persero) tbk (Индонезия)
- RBC Investor Services Bank S.A. (Канада)
- The Siam Commercial Bank plc (Таиланд)
- Thanakharn Kasikorn Thai Chamkat (Mahachon) (Таиланд)[3]

## Компании по приему депозитов
Компании по приему депозитов в основном принадлежат банкам или тесно связаны с ними. Они занимаются потребительскими финансами и операциями с ценными бумагами, могут принимать вклады на сумму от 100 тыс. гонконгских долларов и выше, но имеют ограничения по срокам первоначального погашения.
- BCoM Finance (Hong Kong), ltd. (Китай)
- BPI International Finance, ltd. (Филиппины)
- Chau’s Brothers Finance Company, ltd. (Гонконг)
- Chong Hing Finance, ltd. (Гонконг)
- Commonwealth Finance Corporation, ltd. (Гонконг)
- Corporate Finance (D.T.C.), ltd. (Гонконг)
- Fubon Credit (Hong Kong), ltd. (Тайвань)
- Gunma Finance (Hong Kong), ltd. (Япония)
- Habib Finance International, ltd. (Швейцария)
- Henderson international Finance, ltd. (Гонконг)
- HKCB Finance, ltd. (Гонконг)
- KEB Hana Global Finance, ltd. (Республика Корея)
- KEXIM Asia, ltd. (Республика Корея)
- Public Finance, ltd. (Гонконг)
- Shinhan Asia, ltd. (Республика Корея)
- Vietnam Finance Company, ltd. (Вьетнам)
- Woori Global Markets Asia, ltd. (Республика Корея)[3]

## Представительства зарубежных банков
Представительствам зарубежных банков не разрешается участвовать во всех банковских операциях. Их роль сводится в основном к обслуживанию операций между материнским банком и его клиентами в Гонконге.
- ABC Banking Corporation, ltd. (Китай)
- The Ashikaga Bank, ltd. (Япония)
- Banco BPM Societa’ per Azioni (Италия)
- Banco Security (Чили)
- Bank of Beijing Co., ltd. (Китай)
- Bank of Dongguan Co., ltd. (Китай)
- The Bank of Fukuoka, ltd. (Япония)
- The Bank of Kyoto, ltd. (Япония)
- The Bank of Yokohama, ltd. (Япония)
- Banque Cantonale de Genève (Швейцария)
- Banque Transatlantique S.A. (Люксембург)
- China Bohai Bank Co., ltd. (Китай)
- China Guangfa Bank Co., ltd. (Китай)
- Clearstream Banking S.A. (Люксембург)
- Corporation Bank (Индия)
- Doha Bank Q.S.C. (Катар)
- Dukascopy Bank S.A. (Швейцария)
- The Export-Import Bank of China (Китай)
- Habib Bank A.G. Zurich (Швейцария)
- HSH Nordbank A.G. (Германия)
- Hua Xia Bank Co., ltd. (Китай)
- Japan Post Bank Co., ltd. (Япония)
- Jih Sun International Bank, ltd. (Тайвань)
- The Korea Development Bank (Республика Корея)
- Manulife Bank of Canada (Канада)
- Metropolitan Bank and Trust Company (Филиппины)
- The Nanto Bank, ltd. (Япония)
- National Bank of Canada (Канада)
- The Nishi-Nippon City Bank, ltd. (Япония)
- The Norinchukin Bank (Япония)
- The Ogaki Kyoritsu Bank, ltd. (Япония)
- The Oita Bank, ltd. (Япония)
- PT. Bank Central Asia (Индонезия)
- PT. Bank Rakyat Indonesia (persero) (Индонезия)
- Ping An Bank Co., ltd. (Китай)
- Resona Bank, ltd. (Япония)
- Rothschild Bank A.G. (Великобритания)
- Schroder & Co Bank A.G. (Великобритания)
- Shinkin Central Bank (Япония)
- The Shoko Chukin Bank, ltd. (Япония)
- Silicon Valley Bank (США)
- The Standard Bank of South Africa, ltd. (ЮАР)
- Swissquote Bank S.A. (Швейцария)
- Union Bank of Taiwan (Тайвань)
- Unione di Banche Italiane S.p.a. (Италия)
- VP Bank, ltd. (Лихтенштейн)
- The Yamaguchi Bank, ltd. (Япония)
- Yamanashi Chuo Bank, ltd. (Япония)
- Yuanta Commercial Bank Co., ltd. (Тайвань)[3]

## Одобренные валютные брокеры
- BGC Capital Markets (Hong Kong)
- Bloomberg Tradebook Hong Kong
- Currenex
- EBS Service Company
- FX Alliance
- FX Marketspace
- GFI (HK) Brokers
- ICAP (Hong Kong)
- iMarkets
- Korea Money Brokerage Corporation
- Lotus Forex
- Nittan Capital Asia
- Reuters Transaction Services
- SMBC Capital Markets
- Tradition (Asia)
- Tullett Prebon (Hong Kong)